# C Киля
О звезде c Киля см. HD 76728

C Киля (C Car) — двойная звезда в созвездии Киль. Звезда удалена от Земли на 242 световых года и имеет суммарный видимый блеск +5.16.

## Характеристики
Главный компонент, C Киля A, белая звезда главной последовательности спектрального класса А с видимой звёздной величиной +5.3. Его компаньон, C Киля B, жёлто-белый карлик спектрального класса F с видимой звёздной величиной +7.9. Две звезды разделены промежутком в 3,9 угловых секунды, расстояние между компонентами — 290 а. е.